# لوكسيد
لوكسيد (بالإنجليزية: Luxeed)‏ (بالصينية: 智界; البينيين: Zhìjiè; بالترجمة الحرفية 'smart world (عالم ذكي)') هي العلامة التجارية المميزة للسيارات الكهربائية من شيري بالتعاون مع هواوي بموجب تحالف التنقل الذكي هارموني (HIMA).

## التاريخ
في مايو 2023، كشفت هواوي عن الصور الرسمية الأولى لسيارة سيدان تنفيذية كبيرة، لوكسيد إس 7، التي تم تطويرها بالاشتراك مع شيري.
في أغسطس 2023، أعلنت شركة هواوي رسميًا عن لوكسيد إس 7، وتم عقد حدث بيان صحفي في سبتمبر من نفس العام. وأكدت شركة هواوي أن لوكسيد إس 7 سيكون أول سيارة تحتوي على نظام التشغيل هارموني أو إس 4.
في نوفمبر 2023، أعلنت هواوي عن إنشاء قسم السيارات تحالف التنقل الذكي هارموني ، والذي ضم لوكسيد مع علامتها التجارية المتحالفة أيتو. تم إطلاق مبيعات وتوزيع لوكسيد إس 7 رسميًا في السوق الصينية، مما يؤكد على استهلاك الطاقة المنخفض نسبيًا وتوافر الابتكارات التكنولوجية المختلفة في المعدات. تم طرح سيارات لوكسيد للبيع في صالات عرض صينية مختارة تابعة لشركة هواوي، إلى جانب طرازات أيتو.

## المنتجات
- لوكسيد إس 7 (2023 إلى الوقت الحاضر)، سيارة سيدان متوسطة الحجم.
- لوكسيد أر 7 (قادم)، كوبيه متوسطة الحجم إس يو في.[6][7]

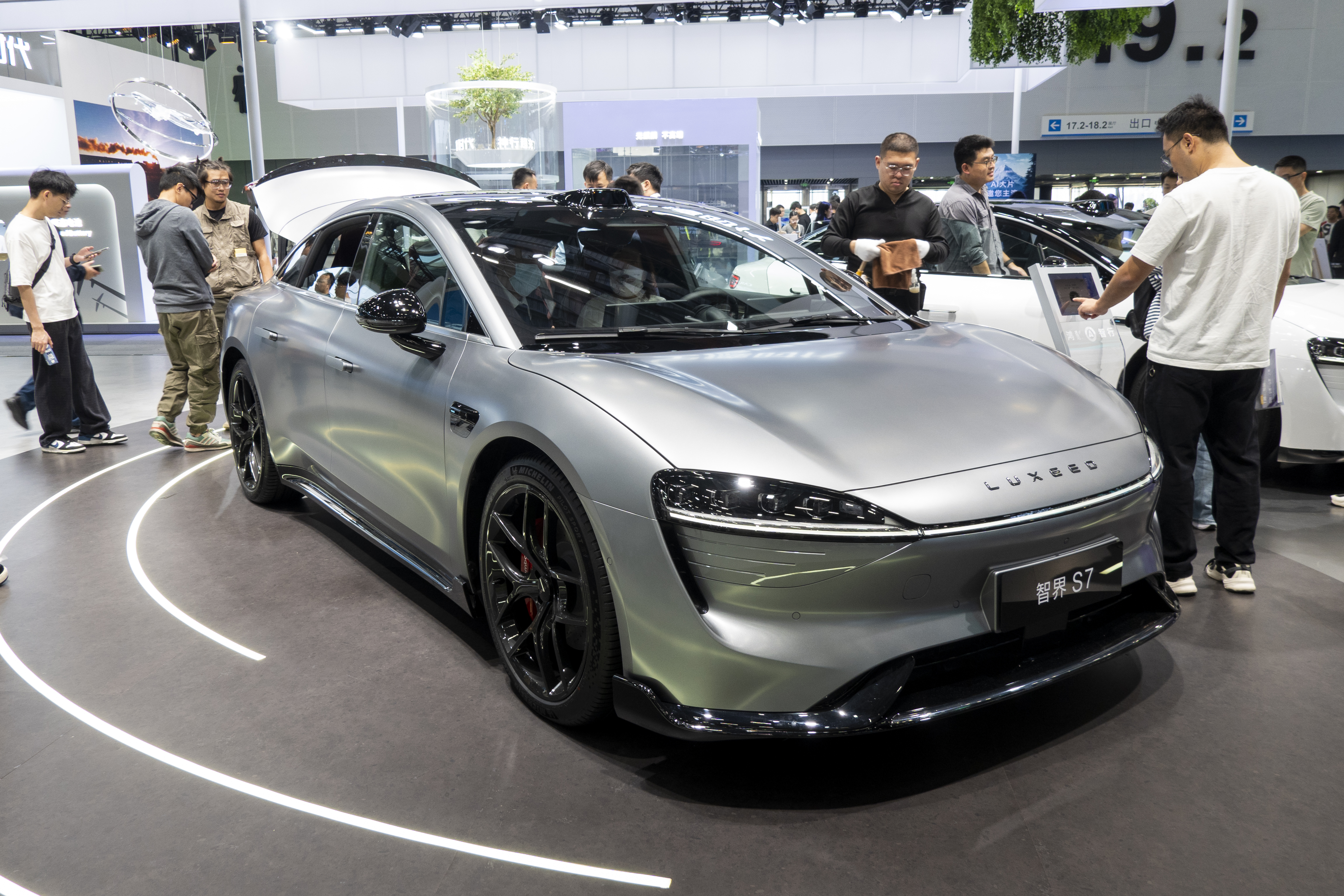
لوكسيد إس 7

## وصلات خارجية
الموقع الرسمي